# 岳南原田駅
岳南原田駅（がくなんはらだえき）は、静岡県富士市原田にある岳南電車岳南鉄道線の駅である。駅番号はGD05。

## 歴史
- 1951年（昭和26年）12月20日：岳南鉄道の駅として開業。同時に大昭和製紙吉永工場専用線が運行開始。
- 2012年（平成24年）3月16日：貨物列車の運行が終了。
- 2013年（平成25年）4月1日：経営移管に伴い、岳南電車の駅となる。

## 駅構造
島式ホーム1面2線を有する地上駅。終日無人駅。
駅舎は構内の北側にあり、駅舎とホームの西端を繋ぐ構内踏切が設置されている。また、駅舎内で蕎麦屋が営業している。
不要になった貨物ヤードを、セレモニーホールに賃貸している。

### のりば
| のりば         | 路線        | 方向 | 行先         |
| -------------- | ----------- | ---- | ------------ |
| 北側（駅舎側） | ■岳南鉄道線 | 下り | 岳南江尾方面 |
| 南側           | ■岳南鉄道線 | 上り | 吉原方面     |

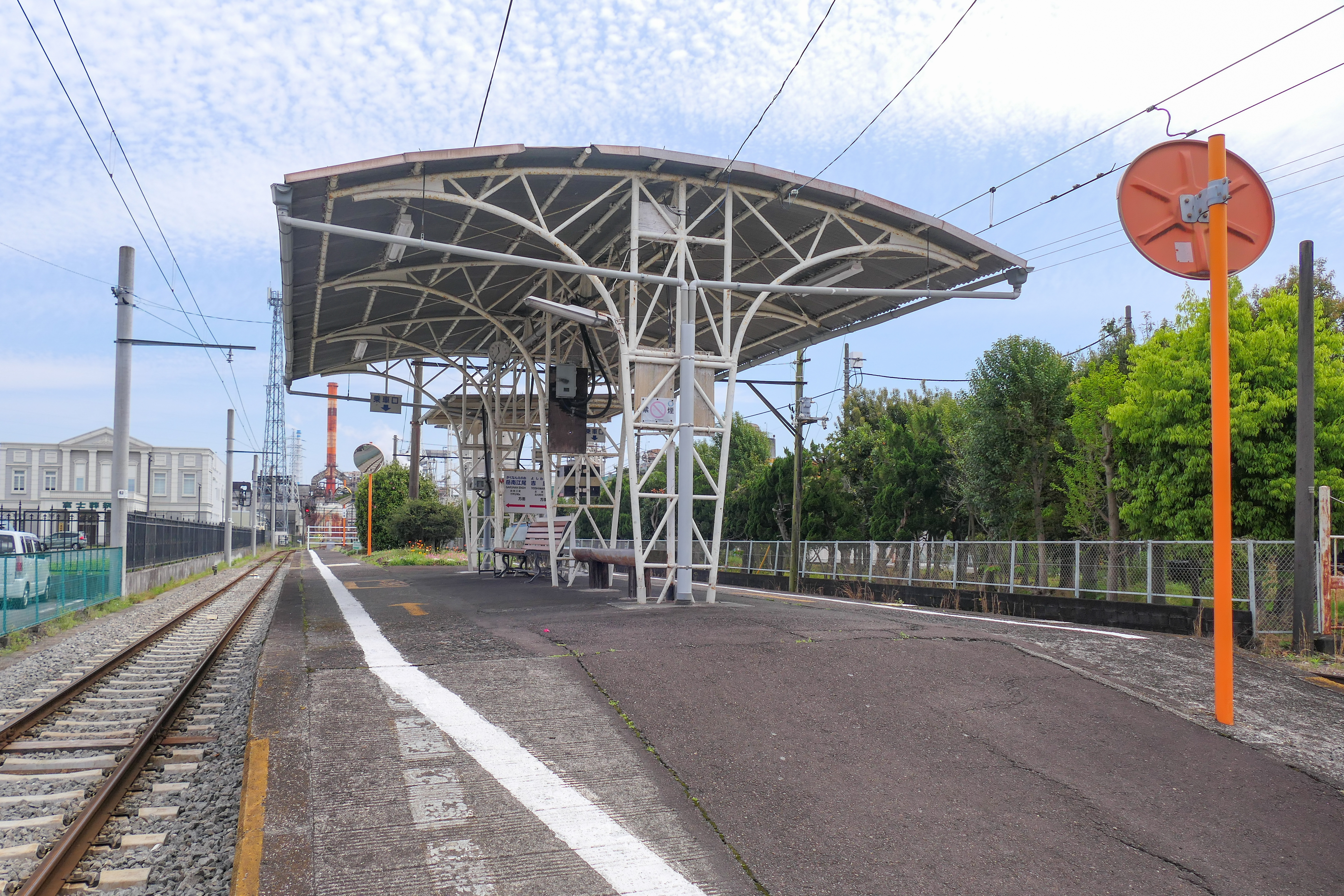
ホーム（2023年4月）
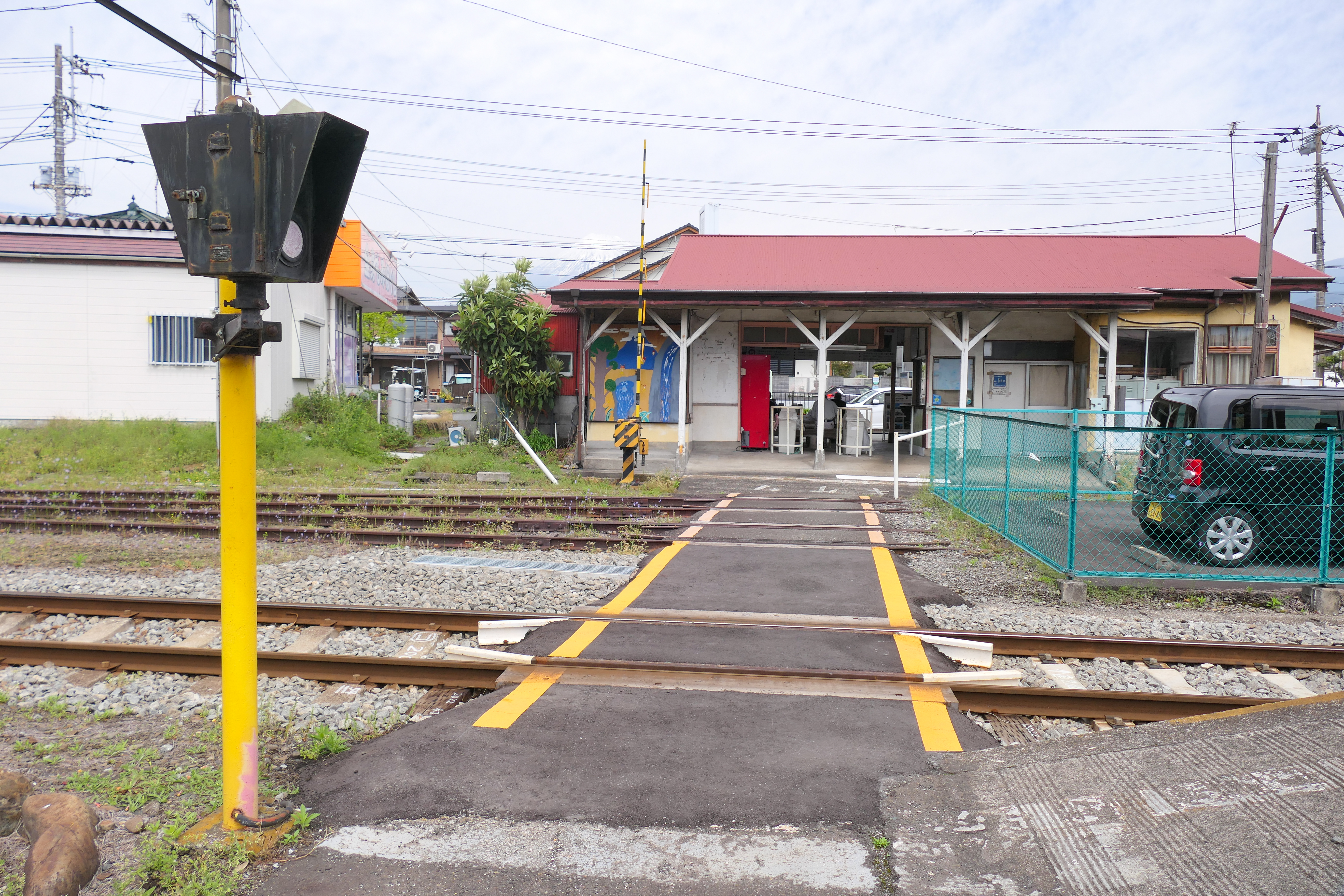
構内踏切と駅舎（2023年4月）

## 貨物取扱

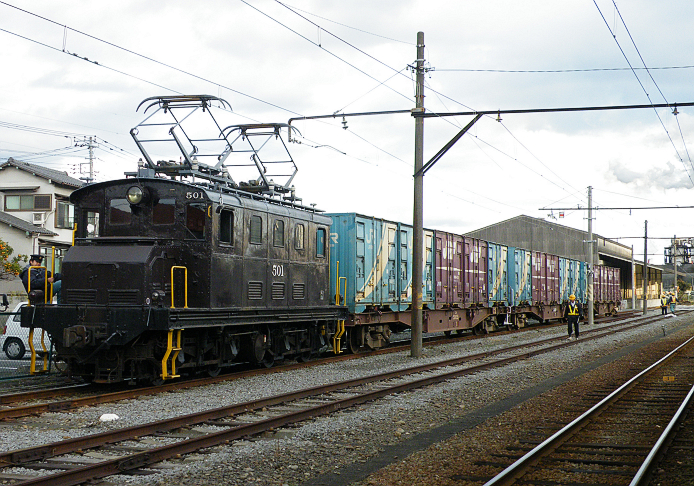
荷役の完了した最後尾の車両を連結。この後3両は突放され、積車1両は機関車により比奈駅へ移動、空車の機関車寄り2両は係員の手押しで荷役場所まで運ばれる（2008年）

当駅は、専用線発着のコンテナ貨物・専用線発着の車扱貨物の取扱駅となっていた。
かつてはホームのある線路のほか、構内には多くの側線や貨物ホームがあり、日本製紙吉永工場（旧・大昭和製紙吉永工場）へ専用線が続いていてコンテナや有蓋車（ワム80000形貨車）を用いた製品輸送が行われていた。ただし基本的に比奈駅での取扱が主であったため、当駅での取扱は不定期であった。取扱のある際は比奈駅との間に区間貨物列車が運転され、同駅の操車場で1本に列車に組成された。この区間貨物列車は比奈駅の入換用とされていたED50形電気機関車が主に充当されており、同機が本線列車を牽引する機会になっていた。これらの構内側線と施設は2012年（平成24年）3月の貨物取扱休止後に倉庫と一部の線路を除いて大部分が撤去された。他にも春日製紙への専用線があり、駅構内の側線で荒川化学工業への苛性ソーダの取り扱いが2000年頃まで行われていた。

## 利用状況
『静岡県統計年鑑』によれば、1日平均の乗降人員は以下の通りである。
- 2001年度 - 197人（乗車78人・降車119人）
- 2002年度 - 179人（乗車68人・降車111人）
- 2003年度 - 181人（乗車69人・降車112人）
- 2004年度 - 182人（乗車68人・降車114人）
- 2007年度 - 208人（乗車82人・降車126人）

また、貨物の取扱量は以下の通りである。
- 2006年度 - 発送量11,520トン、到着0トン[1]
- 2007年度 - 発送量10,810トン、到着0トン[2]

## 駅周辺
- 富士市役所原田まちづくりセンター
- 日本製紙富士工場吉永製造部
- 富士市立原田小学校
- エブリィビッグデー 富士店
- 富士市立原田幼稚園
- 富士市立第三保育園
- 鎧ヶ渕親水公園
- 永明寺（湧き水の流れる庭園が有名）
- 原田公園
- 滝川

## バス路線
| 乗り場   | 乗り場           | 系統                                 | 主要経由地 | 行先                                                 | 運行会社       | 備考 |
| -------- | ---------------- | ------------------------------------ | ---------- | ---------------------------------------------------- | -------------- | ---- |
| 原田駅前 |                  | S241・S245根方線                     |            | 吉原中央駅                                           | 富士急静岡バス |      |
| 原田駅前 | S242・S244根方線 | 吉原中央駅・富士市役所・富士中央病院 | 富士駅     |                                                      | 富士急静岡バス |      |
| 原田駅前 | S241・S242根方線 | 富士中央病院・富士市役所・吉原中央駅 | 船津       | 船津から徒歩で東平沼へ移動すれば沼津駅方面へ乗継可能 | 富士急静岡バス |      |

この他に、富士市が運行するデマンドタクシー「ほたる」「かぐや」の停車場がある。

## その他
- 野村義男主演、映画「三等高校生」のロケ地であり、劇中に登場した駅でもある。
- 木村佳乃主演、NHKドラマ「はつ恋」のロケ地であり、劇中に登場した駅でもある（当該駅でのシーンは、主に主人公の若い時代を演じた橋本愛などが出演した）。

## 隣の駅
岳南電車
■岳南鉄道線
本吉原駅 (GD04) - （田宿信号所） - 岳南原田駅 (GD05) - 比奈駅 (GD06)